# Міністерство землі та транспорту Японії

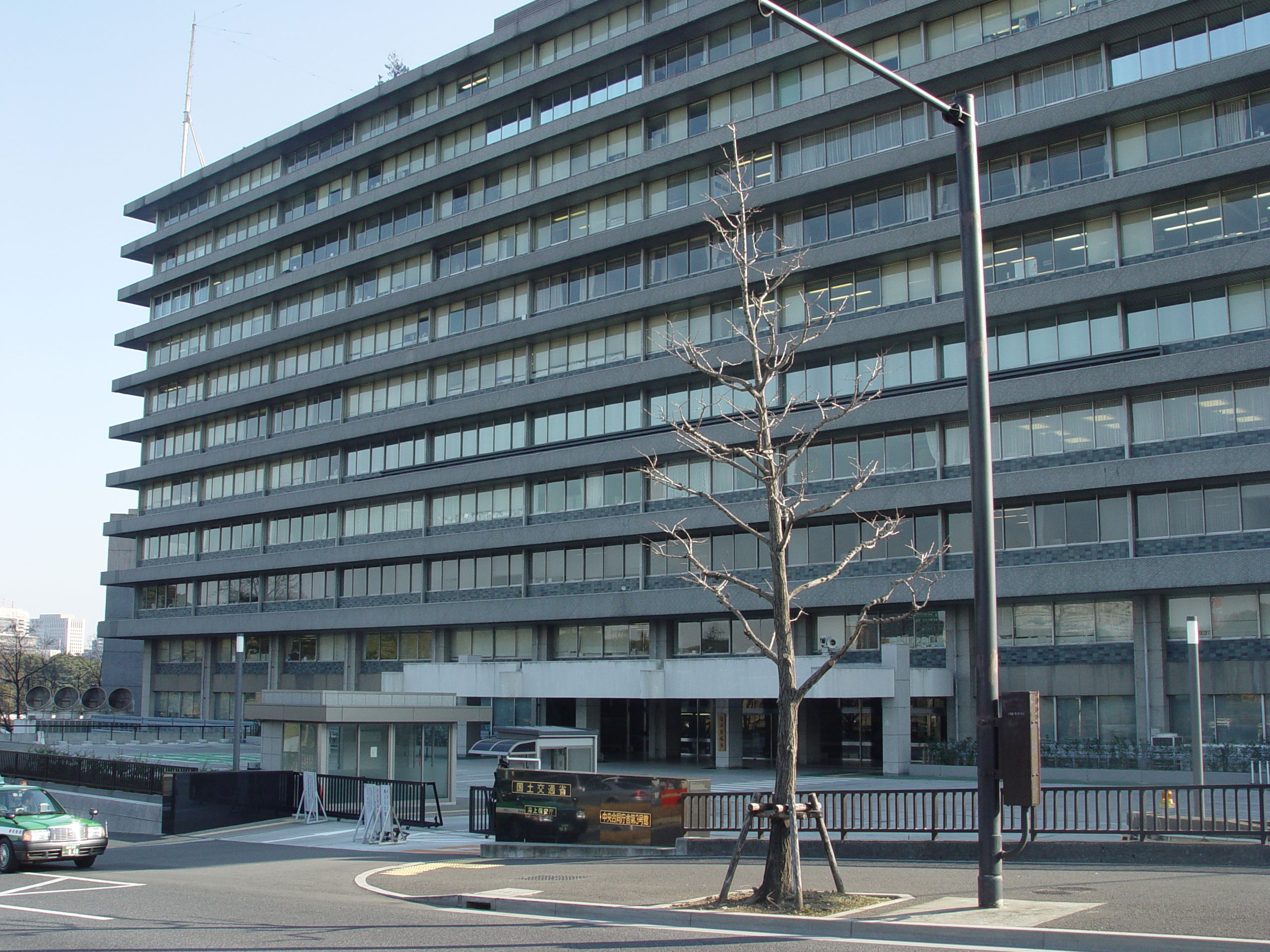
Основний корпус Міністерства землі, інфраструктури і транспорту.

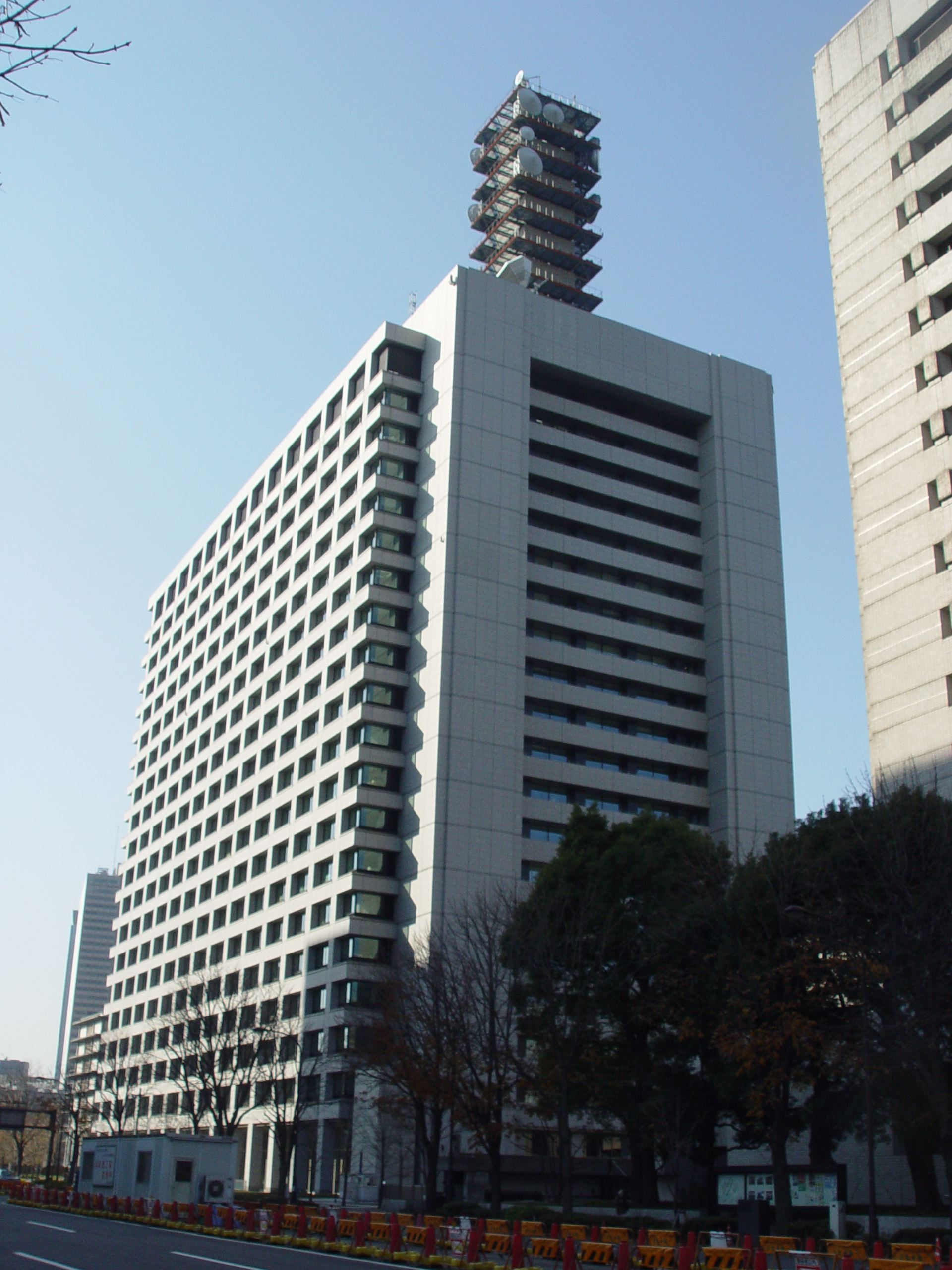
Окремий корпус Міністерства землі, інфраструктури і транспорту.

Міністерство землі та транспорту (яп. 国土交通省, こくどこうつうしょう, кокудо коцу-сьо) — центральний орган виконавчої влади Японії. Відповідає за землі, інфраструктуру і транспорт країни. Складова Кабінету міністрів Японії.
Покликане ефективно розпоряджатися земельними ресурсами Японії, здійснювати нагляд за будівництвом і ремонтом споруд у населених пунктах, шляхів наземного сполучення, а також підтримувати у належному стані річки та озера. До важливих обов'язків цього відомства відноситься керування транспортом, туризмом, метеорологічне спостереження, протидія аваріям і катастрофам, та забезпечення безпеки морів і океану.
Міністерство є другим за величиною серед міністерств Японії за кількістю штатних працівників. Воно було утворене шляхом об'єднання у січні 2001 Міністерства перевезень (яп. 運輸省, ун'ю-сьо), Міністерства будівництва (яп. 建設省, кенсецу-сьо), а також Відділу розвитку Хоккайдо (北海道開発庁) і Земельних відділів (国土庁) інших 4-х міністерств.

## Організація
Автономні органи:
- Управління морської безпеки Японії

Особливі органи:
- Інститут географії Японії